# Channa andrao
Channa andrao es una especie de pez del género Channa, familia Channidae. Fue descrita científicamente por Britz en 2013.
Se distribuye por Asia: India. Especie pelágica que habita en aguas dulces. Está clasificada como una especie marina inofensiva para el ser humano.